# Ned Maddrell
Edward „Ned“ Maddrell (1877 – 27. prosince 1974) byl posledním rodilým mluvčím manštiny – jazyka, kterým se mluvilo na ostrově Man ležícím mezi Velkou Británií a Irskem.
Byl prostým rybářem. Po smrti paní Kinvigové (zemřela roku 1962) zůstal Maddrell jediným člověkem, který mohl říci, že mluví manštinou od dětství (podle jednoho zdroje ale Maddrell mluvil anglicky ještě před tím, než se naučil manštinu, kterou se měl naučit teprve od své pratety). V dnešní době, po jeho smrti, se začíná na ostrově jazyk opět vyučovat.